# Aphaenogaster crocea
Aphaenogaster crocea är en myrart som beskrevs av Andre 1881. Aphaenogaster crocea ingår i släktet Aphaenogaster och familjen myror.

## Underarter
Arten delas in i följande underarter:
- A. c. crocea
- A. c. croceoides
- A. c. lenis
- A. c. splendidoides